# قاچاق انسان در ایران
قاچاق انسان در ایران (انگلیسی: Human trafficking in Iran) به مثابه برده‌داری عصر جدید، رشد نگران‌کننده‌ای دارد. گستره این پدیده در چهار زمینه قابل بررسی است: قاچاق زنان و دختران، قاچاق کودکان و پسران، قاچاق اعضای بدن و بالاخره بیگاری گرفتن و بهره‌کشی از نیروی کار انسانها. استمرار اسارت و بردگی در شرایط ترس و ناامیدی، سرنوشت دردناک قربانیان قاچاق است که بیشترشان زنان و کودکان‌اند.
ایران در مسیر مبارزه با قاچاق انسان لایحه مبارزه با قاچاق انسان قانون مربوط به این امر را در سال ۱۳۸۳ تصویب کرده و اصلاحیه آن را سال ۲۰۱۹ در هیئت دولت تصویب کرده است.

## قاچاق انسان
شواهد گسترده‌ای وجود دارد که در ایران فحشا و قاچاق زنان و کودکان مخصوصاً در مناطق شمالی تهران و در شهرهای بزرگ دیگر رو به افزایش است. گرچه بعد از انقلاب ۱۳۵۷ ایران این کار ممنوع شد؛ اما خودفروشی زنان به دلیل بحران‌های اقتصادی و گسترش بیکاری رواج پیدا کرده است.

## گزارش وزارت خارجه آمریکا
مطابق گزارش سالانه وزارت امور خارجه آمریکا منتشر شده در ۲۷ ژوئن ۲۰۱۷ (۲۷ خرداد ۱۳۹۶): «دختران ایرانی ۱۳ تا ۱۷ ساله هدف باندهای قاچاق انسان هستند که برای فروش و خدمات جنسی اغفال و به بیرون از ایران انتقال داده می‌شوند.»

## گزارش مقامات ایران
بر پایه گزارش پلیس امنیت ملی فرماندهی تهران بزرگ و همچنین پژوهش‌های گزارش‌شده مرکز امور زنان و کمیته سازمان دفاع از قربانیان خشونت در سال ۱۳۸۲، قاچاق زنان و دختران استان‌های مرزی به کشورهای حاشیه خلیج فارس، پاکستان، افغانستان و حتی به کشورهای اروپایی گسترش یافته است. قاچاقچیان قربانیان خود را از کشورهای بنگلادش، افغانستان و پاکستان به ایران منتقل و بعداً آنها را به اروپا می‌فرستند. در سال ۱۳۸۲ تعداد باندهای قاچاق که در استان آذربایجان غربی کشف و خنثی شدند به ۲۰۰ مورد رسید. اخبار نشان می‌دهد ایران یک معبر و مبدأ ترانزیت قاچاق انسان است ولی مسئولان دولت ایران به‌دلایل سیاسی و امنیتی از ارائه آمار دقیق خودداری می‌کنند.
دراین مورد علی صادقی رئیس پلیس مهاجرت و گذرنامه نیروی انتظامی دولت ایران در دیماه ۱۳۹۲ تأیید کرد که دختران ایرانی به کشورهای عربی حاشیه جنوبی خلیج فارس قاچاق می‌شوند. همزمان اسماعیل احمدی‌مقدم فرمانده نیروی انتظامی کل کشور گفت: مقصد اصلی قاچاق انسان از ایران، کشورهای اروپایی، استرالیا و کانادا می‌باشد. از طرف دیگر هرساله در ایران وضعیت کودکان‌کار بدتر و سن فحشا پائین‌تر می‌آید.

## بازار سیاه آدم‌فروشی
به گواهی گزارشهای مختلف، در ایران زنان افغانی، ارمنی، آذری، هندی، اروپای شرقی، چینی و عراقی را به زور برای استفاده‌های جنسی به داخل کشور قاچاق می‌کنند. بسیاری از زنان ترک آسیای مرکزی یا کشورهای همجوار به همین منظور توسط ایرانیان قاچاق می‌شوند. بسیاری از این زنان به مراکز توریستی کشور مخصوصاً مناطقی مثل استانهای مازندران، گیلان، فارس، تهران و مشهد برای استفاده‌های جنسی هم برای ایرانیان و هم توریست‌ها بکار گرفته می‌شوند. گرچه دولت بر اساس قانون مبارزه با قاچاق انسان، این کار را به هر شکلی ممنوع اعلام کرده است که طبق این قانون جرایمی برای قاچاق انسان حتی اعدام مشخص کرده است. اما در عمل، مقامات مرزی در عبور قاچاقچیان انسان همکاری می‌کنند. تا کنون هیچ گزارشی از مجازات علیه مقامات مرزی که مظنون به همکاری در قاچاق انسان هستند دیده نشده است. درحالیکه مجرمینی را که مرتکب انحرافات اخلاقی مثل زنا می‌شوند، تحت عنوان اینکه دارای مناسبات جنسی خارج از مدار خانواده هستند دستگیر و مجازات می‌کنند.

## گذرگاه ترانزیت انسان
ایران کشوری است که محل عبور و مقصد قاچاقچیان مردان زنان و کودکان برای کار اجباری می‌باشد. گروه‌های سازمان یافته دست‌اندرکار قاچاق زنان؛ پسران و دختران برای بهره‌برداری جنسی در خود ایران و نیز در امارات متحده عربی و اروپا هستند. در سال میلادی ۲۰۱۳ (۱۳۹۲ شمسی) قاچاقچیان، زنان و دختران را برای روسپیگری به منطقه کردستان عراق می‌بردند. بر اساس گزارش‌های رسیده از سال ۲۰۰۹ تا سال ۲۰۱۵ (۱۳۸۸ تا سال ۱۳۹۴ شمسی) قاچاق و انتقال دختران از طریق ایران و از خود ایران به مقصد کشورهای حاشیه خلیج فارس و سپردن آنها به باندهای سازمان یافته برای وادار کردن آنها به روسپیگری و ازدواج اجباری افزایش یافته است.

## رفتار با پناهندگان افغانستانی
روز ۲۷ ژوئن ۲۰۱۷ (۲۷ خرداد ۱۳۹۶) وزارت امور خارجه آمریکا گزارش سالانه خود در مورد تجارت انسان را منتشر کرد. مطابق این گزارش، مسئولان ایرانی و سپاه پاسداران، پناهندگان افغانی را مجبور می‌کنند که در سوریه و عراق بجنگند. این درحالیست که این افراد بواسطه مذهب خود در جنگ سوریه شرکت می‌کنند. این گزارش همچنین خاطر نشان می‌کنند که ایران در پنج سال اخیر تبدیل به کشور مبدأ و مقصد مردان و زنان و کودکانی شده است که در معرض قاچاق زنان و کار اجباری قرار دارند. این گزارش می‌افزاید: «مهاجرین و پناهندگان افغانی از جمله کودکان، به شدت در معرض کار اجباری و بردگی و قاچاق دختران هستند… و فرزندان افغانها در ایران در معرض آزار جنسی و اعمال فشار یا باجگیری از طرف ارگانهای امنیتی ایران و مسئولان دیگر دولتی قرار دارند. این امر از طریق تهدید آنها به دستگیری و انتقالشان به افغانستان انجام می‌گیرد.»
اما مهم‌ترین دلیل بوجود آمدن این شرایط از نظر مجامع بین‌المللی و مقامات ایران تحریم‌های آمریکا را از عوامل جلوگیری از مبارزه با قاچاق انسان می‌داند.

## قاچاق دختران به کردستان عراق
در گزارش سالانه وزارت خارجه آمریکا منتشر شده در تاریخ ۲۷ ژوئن ۲۰۱۷ دربارهٔ قاچاق انسان به دختران افغانی در ایران  اشاره کرده که به منظور تجارت جنسی در روسپی خانه‌هایی در کردستان عراق خصوصاً در شهر سلیمانیه هستند و برخی از آنها توسط قاچاقچیان به آنجا برده شده‌اند.